# СУ-76
СУ-76 или Самоходная установка — с орудием 76,2 мм — советская самоходная артиллерийская установка (САУ), применявшаяся в Великой Отечественной войне.
Самоходка выполнена на базе лёгких танков Т-60, Т-70 и предназначалась для непосредственного сопровождения пехоты, имела противопульное бронирование. Основное вооружение позволяло бороться с лёгкими и средними танками противника. Самый лёгкий и самый массовый тип САУ из выпускавшихся в СССР в годы Великой Отечественной войны и войны с Японией.

## История
СУ-76 была совместно разработана конструкторскими бюро завода № 38 в городе Кирове летом 1942 года, большую роль в создании самоходки сыграл Семён Александрович Гинзбург, он контролировал и непосредственно руководил работами по её созданию. Первые боевые машины этого типа были выпущены поздней осенью 1942 года, причём они были оснащены заведомо неудачной силовой установкой из двух параллельно установленных автомобильных бензиновых двигателей ГАЗ-202 мощностью 70 л.с. Эта силовая установка была очень сложна в управлении и вызывала сильные крутильные колебания элементов трансмиссии, что приводило к их быстрой поломке. Около 200 первых машин не имели крыши рубки. После выпуска 608 машин серийное производство СУ-76 было приостановлено и конструкция была отправлена на доработку. Однако большая надобность РККА в самоходной артиллерии привела к половинчатому решению — оставить «параллельную» силовую установку и общую компоновку машины по той же схеме, но усилить её элементы с целью увеличения моторесурса. Эта модернизация (уже без бронированной крыши боевого отделения) получила название СУ-76М и пошла в серию летом 1943 года, ряд САУ этого варианта успел попасть на фронт к началу Курской битвы. Тем не менее, результат в целом оказался удручающим. Одним из главных виновников по результатам внутреннего расследования был назван С. А. Гинзбург, который был отстранён от конструкторской работы и направлен на фронт в составе 32-й танковой бригады, в которой он занял должность зампотеха. Боевая карьера Семена Александровича оказалась недолгой: он погиб 3 августа 1943 года в районе деревни Малая Томаровка Курской области. Для Зальцмана эта история также не прошла бесследно — 28 июня его сняли с должности наркома танковой промышленности.

7 июня 1943 года вышло постановление ГКО №3530 «О самоходных установках СУ-76»:
«Самоходные установки СУ-76, предложенные Наркомтанкопромом (т. Зальцман) и начальником ГАУ КА (т. Яковлевым) и принятые на производство Постановлением ГКО от 2.12.1942 г., имели в эксплуатации массовые поломки коробок перемены передач и другие дефекты.
Указанные недостатки имели место в результате безответственного отношения Наркома Танковой промышленности т. Зальцман, начальника ГАУ т. Яковлева, директора завода №38 НКТП т. Яковлева и конструктора т. Гинзбурга к разработке конструкции самоходной установки и ее испытаниям.
Мероприятия по устранению поломок коробки перемены передач и других дефектов в установке, предложенные Наркомтанкопромом (т. Зальцман) и Начальником ГАУ КА. (т. Яковлевым) и выполненные заводом №38 НКТП по Постановлению ГОКО №3184с от 14.4.43 г., не устранили имевшиеся дефекты и надежной эксплуатации этой самоходной артиллерийской установки не обеспечили.
Государственный Комитет Обороны постановляет:
Немедленно прекратить на заводе №38 НКТП дальнейший выпуск самоходных артиллерийских установок СУ-76 существующей конструкции.
<…>
За безответственное представление в ГКО предложения по серийному выпуску и конструктивным доработкам самоходной артиллерийской установки СУ-76 – Народному Комиссару Танковой Промышленности т. Зальцман объявить выговор.
Предупредить т. Зальцман, что в дальнейшем за подобные упущения по качеству изготовления бронетанкового вооружения он будет строго наказан.
Конструктора самоходной артиллерийской установки СУ-76 т. Гинзбурга отстранить от работы в Наркомтанкопроме, запретить допущение его в дальнейшем к конструкторским работам и направить в распоряжение НКО для использования в войсках Действующей Армии.
Начальнику ГАУ КА т. Яковлеву в своей дальнейшей работе повысить ответственность и контроль за всеми опытными работами по бронетанковому вооружению, обратив особое внимание на правильный подбор состава комиссии по испытаниям.
Обязать Наркомтанкопром (т. Зальцман) и Начальника ГАУ КА. (т. Яковлева) установить и наказать виновных работников НКТП и ГАУ КА, безответственно отнесшихся к испытаниям самоходной артиллерийской установки СУ-76».
Тем не менее, необходимость в лёгкой САУ была настолько острой, что вернувшийся на должность Народного комиссара танковой промышленности В. А. Малышев объявил конкурс на лучший проект машины такого типа. В нём приняли участие коллективы завода № 38 под руководством Н. А. Попова и Горьковского автомобильного завода (ГАЗ) под руководством Н. А. Астрова, главного разработчика всей отечественной линейки лёгких и плавающих танков. Их прототипы отличались по ряду элементов конструкции, но главным их новшеством было использование спаренной установки двигателей ГАЗ-203 от лёгкого танка Т-70, в которой оба мотора располагались последовательно и работали на общий вал. Соответственно, машина была перекомпонована, чтобы вместить в себя большую по длине силовую установку. С конца 1943 года (после снятия с серийного производства лёгких танков Т-70 и Т-80) оба этих завода, а также вновь организованный завод № 40 в г. Мытищи начали крупносерийное производство лёгкой САУ с силовой установкой ГАЗ-203, которая получила армейский индекс СУ-76 (тот же, что и первоначальный вариант, без индекса «М»). В результате СУ-76 (всех моделей) стала самой массовой после Т-34 боевой бронированной машиной среди выпускавшихся в СССР. Всего было выпущено 13 684 модернизированных СУ-76, из них 9133 самоходки построил ГАЗ. Серийное производство СУ-76М завершилось в октябре 1945 года, несколькими годами позже они были сняты с вооружения Советской Армии.
На базе СУ-76 поздних выпусков в 1945 г. была построена первая полноценная советская зенитная самоходная установка ЗСУ-37. Она выпускалась серийно и после снятия базовой модели с производства.

## Производство
| Модель | Производитель | январь | февраль | март  | апрель | май   | июнь  | июль  | август | сентябрь | октябрь | ноябрь | декабрь | всего |
| ------ | ------------- | ------ | ------- | ----- | ------ | ----- | ----- | ----- | ------ | -------- | ------- | ------ | ------- | ----- |
| 1942   |               |        |         |       |        |       |       |       |        |          |         |        |         |       |
| СУ-12  | № 38 (Киров)  |        |         |       |        |       |       |       |        |          |         |        | 25      | 25    |
| 1943   |               |        |         |       |        |       |       |       |        |          |         |        |         |       |
| СУ-12  | № 38 (Киров)  | 40     | 150     | 150   | 100    | 110   | 33    |       |        |          |         |        |         | 583   |
| СУ-15М | № 38 (Киров)  |        |         |       |        |       |       | 25    | 47     | 78       | 102     | 126    | 136     | 514   |
| СУ-15М | № 40 (Мытищи) |        |         |       |        |       |       |       |        | 15       | 50      | 75     | 70      | 210   |
| СУ-15М | ГАЗ (Горький) |        |         |       |        |       |       |       |        |          | 16      | 225    | 360     | 601   |
| Всего  | Всего         | 40     | 150     | 150   | 100    | 110   | 33    | 25    | 47     | 93       | 168     | 426    | 566     | 1908  |
| 1944   |               |        |         |       |        |       |       |       |        |          |         |        |         |       |
| СУ-15М | № 38 (Киров)  | 141    | 141     | 153   | 176    | 176   | 175   | 141   |        |          |         |        |         | 1103  |
| СУ-15М | № 40 (Мытищи) | 75     | 85      | 100   | 87     | 87    | 90    | 100   | 130    | 140      | 150     | 150    | 150     | 1344  |
| СУ-15М | ГАЗ (Горький) | 316    | 341     | 385   | 365    | 365   | 370   | 385   | 430    | 450      | 425     | 425    | 451     | 4708  |
| Всего  | Всего         | 532    | 567     | 638   | 628    | 628   | 635   | 626   | 560    | 590      | 575     | 575    | 601     | 7155  |
| 1945   |               |        |         |       |        |       |       |       |        |          |         |        |         |       |
| СУ-15М | № 40 (Мытищи) | 140    | 140     | 150   | 150    | 160   | 160   | 160   | 160    | 120      | 40      |        |         | 1380  |
| СУ-15М | ГАЗ (Горький) | 435    | 435     | 450   | 454    | 440   | 440   | 420   | 400    | 250      | 100     |        |         | 3824  |
| Всего  | Всего         | 575    | 575     | 600   | 604    | 600   | 600   | 580   | 560    | 370      | 140     |        |         | 5204  |
| Итого  | Итого         | Итого  | Итого   | Итого | Итого  | Итого | Итого | Итого | Итого  | Итого    | Итого   | Итого  | Итого   | 14292 |

Для их вооружения было изготовлено 14450 орудий ЗИС-3 (1942 — 145, 1943 — 2220, 1944 — 7570, 1945 — 4515)

## Конструкция и устройство
СУ-76 является полуоткрытой САУ с задним расположением боевого отделения. Механик-водитель, бензобаки, двигательная установка и трансмиссия размещались в передней части бронекорпуса машины, двигатель располагался справа от осевой линии машины. Боезапас, орудие и рабочие места командира машины, наводчика и заряжающего располагались в открытой сверху и сзади боевой рубке.
СУ-76 оснащалась силовой установкой из двух 4-тактных рядных 6-цилиндровых карбюраторных двигателей ГАЗ-202 мощностью 70 л. с. САУ позднего выпуска снабжались форсированным до 85 л. с. вариантом тех же двигателей. Подвеска у СУ-76М индивидуальная торсионная для каждого из 6 опорных катков малого диаметра по каждому борту. Ведущие колеса располагались спереди, а ленивцы были идентичны опорным каткам. Прицельное оборудование включало штатный панорамный прицел орудия ЗИС-3; часть машин оснащалась радиостанцией 9-Р.
Бронирование дифференцированное противопульное, толщина верхнего лобового листа 25 мм, наклон 60 градусов от вертикали.
Для самообороны экипаж имел пистолет-пулемёты ППШ или ППС и несколько ручных гранат Ф-1. На левом борту боевого отделения в укладке находился пулемёт ДТ.

## Варианты
- СУ-76 с параллельной установкой двигателей и броневой крышей боевого отделения;
- СУ-76М с параллельной установкой двигателей с повышенным моторесурсом и без броневой крыши боевого отделения;
- СУ-76 с последовательной установкой двигателей, работающих на общий вал, суммарной мощностью 140 л. с.;
- СУ-76 с двигательной установкой, работающей на общий вал суммарной мощностью 170 л. с.

## Боевое применение
СУ-76 предназначалась для огневой поддержки пехоты в роли лёгкого штурмового орудия и противотанковой САУ. В этом качестве она заменила лёгкие танки непосредственной поддержки пехоты. САУ шла на вооружение лёгких самоходно-артиллерийских полков.
Однако её оценка в частях была очень противоречивой. Пехотинцам СУ-76 скорее нравилась, так как её огонь был мощнее, чем у танка Т-70, а широко распространенная пушка ЗИС-3 имела большой ассортимент боеприпасов и была хорошо освоена в войсках, полуоткрытая рубка позволяла экипажу тесно взаимодействовать с пехотой в городских боях. Часто отмечаемыми самоходчиками слабыми местами машины были противопульное бронирование (хотя бронирование её было одним из самых сильных в классе лёгких САУ), пожароопасность бензинового двигателя и открытая боевая рубка, которая не защищала от стрелкового огня сверху и миномётных мин. Экипажи СУ-76 называли эту машину «сукой» — при поражении её снарядом, механик-водитель, располагавшийся рядом с бензобаком, сгорал заживо. Хотя с другой стороны, та же открытая рубка была удобна для экипажа в работе, снимала проблему загазованности боевого отделения при стрельбе, облегчала обзор во всех направлениях и позволяла экипажу в любой момент использовать гранаты и стрелковое оружие в ближнем бою, покидание машины в критических ситуациях также облегчалось. СУ-76 имела много положительных сторон — лёгкость в обслуживании, надёжность, малошумность. Высокая проходимость и небольшая масса позволяла ей двигаться по лесисто-болотистой местности, лёгким гатям и мостам вместе с пехотой.
В первом же бою были обнаружены конструктивные недостатки самоходок СУ-76. Так отзывались порой о СУ-76 на передовой. Учитывая такие недостатки, при наличии на вооружении в полках наряду с СУ-76 также другие установки, такие как СУ-122, имели место решения командующих полками разделить полк на два, выделив СУ-76 в отдельный. Впоследствии высокую оценку самоходкам СУ-76 дал в военных мемуарах выдающийся полководец Великой Отечественной войны Маршал Советского Союза К.К. Рокоссовский: «Особенно полюбились солдатам самоходные артиллерийские установки СУ-76. Эти легкие, подвижные машины поспевали всюду, чтобы своим огнем и гусеницами поддержать, выручить пехоту, а пехотинцы в свою очередь готовы были защищать их от огня вражеских бронебойщиков и фаустников».
Отрицательные стороны боевого применения СУ-76 часто вытекали из того, что в среде командного состава Красной Армии не всегда учитывалось, что эта самоходка является бронетехникой лёгкого класса, и приравнивание её в тактическом плане к танку или САУ на базе Т-34, КВ вызывало неоправданные потери.
В качестве противотанковой САУ СУ-76 могла успешно бороться со всеми типами лёгких и средних танков вооружённых сил Германии (вермахта) и равноценными САУ противника. Против «Пантеры» СУ-76 была менее эффективна, однако также имела шансы на победу — 76-мм снаряды пробивали маску пушки и относительно тонкую бортовую броню. Однако борьба с «Тиграми» и более тяжёлыми машинами представляла для СУ-76 проблему. В подобных ситуациях инструкции для экипажа предписывали стрелять в ходовую часть и ствол орудия; бить в борт на близких дистанциях. Шансы самоходки несколько повысились после введения подкалиберного и кумулятивного снарядов к орудию. В целом же для успешной борьбы с танками противника от экипажа требовалось максимальное задействование положительных качеств СУ-76. В частности, грамотное использование маскировки и рельефа местности, а также маневрирование от одного отрытого в грунте укрытия к другому нередко позволяло самоходчикам получить боевое преимущество даже над тяжёлыми танками противника.
СУ-76 иногда использовались для стрельбы с закрытых позиций. Угол возвышения её орудия был максимальным среди всех советских серийных самоходок, и дальность стрельбы могла достигать пределов установленного на ней орудия ЗИС-3, то есть 13 км.
Однако подобное применение сильно ограничивалось тем, что, во-первых, разрывы 76-мм снарядов на дальних расстояниях малозаметны, что осложняет или делает невозможной корректировку огня, во-вторых, для этого нужен грамотный командир орудия/батареи, которых во время войны сильно не хватало; использовались подобные специалисты преимущественно там, где это давало наибольший эффект, то есть в артиллерийских батареях от дивизионных и выше.
На завершающем этапе войны СУ-76 также использовались в качестве эрзац-БТР, машины передовых артиллерийских наблюдателей или для эвакуации раненых.
После войны самоходки продолжали состоять на вооружении Советской Армии: в октябре 1945 без учёта учебных заведений и частей их было 5391, в декабре — в общей сложности 5824, а в ноябре 1947 — 5851.

## Страны-эксплуатанты
- СССР
- Польша — 130 машин передано Войску Польскому в ходе Великой Отечественной войны.
- КНДР — 132 поступили на вооружение Корейской народной армии, применялись в Корейской войне 1950—1953 (http://armstrade.sipri.org/armstrade/page/trade_register.php).
- Албания — официально оставались на вооружении по меньшей мере до 1994 года[5]
- Югославия — 52 шт. закуплено в СССР в 1947 году[6]

## Сохранившиеся СУ-76
Благодаря большому числу выпущенных самоходок СУ-76 присутствуют в экспозициях многих музеев или служат машинами-памятниками в различных городах СНГ и воинских частях ВС России.
СУ-76М, изготовленную в 1945 году на заводе № 40 в подмосковном городе Мытищи, можно увидеть в Музее отечественной военной истории в Падиково Истринского района Московской области. Машина отреставрирована, на ходу. При восстановлении ходовой части машины воспроизведена сложная, но исторически достоверная оригинальная схема силовой установки из двух спаренных шестицилиндровых двигателей ГАЗ. Также ещё одну СУ-76М можно увидеть в музее артиллерии в Санкт-Петербурге.
В Белоруссии на историко-культурном комплексе «Линия Сталина» построена ходовая реплика СУ-76М, которая принимает участие в военных реконструкциях. Реплика сделана настолько качественно, что с первого взгляда её трудно отличить от оригинала.

## СУ-76 в литературе, компьютерных и мобильных играх
СУ-76 есть в ММО экшене World of Tanks,а также вWorld of Tanks Blitz (там это коллекционная ПТ САУ 3 уровня).
СУ-76М присутствует в онлайн-игре с элементами симулятора War Thunder.
Стоит отметить, что отражение тактико-технических характеристик бронетехники и особенностей её применения в бою во многих компьютерных играх часто далеки от реальности.
СУ-76М есть в серии игр В тылу врага (серия игр).